# Station Holtzheim
Station Holtzheim is een spoorwegstation in de Franse gemeente Holtzheim.